# Oposición bielorrusa

La bandera blanca-roja-blanca existente desde la República Popular Bielorrusa en 1918, suele ser usada como símbolo opositor por el movimiento.

La oposición bielorrusa es un término general que se utiliza para describir a toda la gama plural de organizaciones e individuos en Bielorrusia que se oponen al gobierno del presidente Aleksandr Lukashenko, acusado de manipular los organismos electorales a su antojo y no respetar los derechos humanos en el país.

## Antecedentes
Según The Independent, Aleksandr  Lukashenko ha gobernado el país de «manera autoritaria» desde 1994.

## Historia
Carta 97 es un grupo de derechos humanos que se inspira en la declaración de 1997 que pide la democracia en Bielorrusia. El documento -cuyo título se hace eco deliberadamente de la Declaración de Checoslovaquia sobre los derechos humanos (Carta 77) veinte años antes- fue elaborado en el aniversario de un referéndum celebrado en 1996 y que, en palabras de la organización del mismo nombre, declara: "devoción a la principios de independencia, libertad y democracia, respeto a los derechos humanos, solidaridad con todos, que defiende la eliminación del régimen dictatorial y la restauración de la democracia en Bielorrusia ".

### Revolución de los Jeans
La Revolución de los Jeans fue un término utilizado por la oposición en el país y sus partidarios para describir sus esfuerzos y aspiraciones sobre los cambios democráticos en Bielorrusia, en el período previo a las elecciones presidenciales de 2006.

### Elecciones presidenciales de 2010
Después de las elecciones presidenciales bielorrusas de 2010, se calcula que 40.000 personas protestaron contra Lukashenko. Hasta 700 activistas de la oposición, incluidos 7 candidatos presidenciales, fueron arrestados en la ofensiva postelectoral.
También se bloquearon o piratearon varios sitios web de la oposición y de candidatos de la oposición. También se bloquearon Facebook, Twitter, YouTube, Google Talk, muchos servicios de correo electrónico y LiveJournal. La sede de Charter97, un grupo de oposición y un sitio web, fue asaltada por las fuerzas de seguridad de Lukashenko y todo su personal fue arrestado.
Según The Independent, las fuerzas de seguridad de Lukashenko persiguieron a sus oponentes "con una ferocidad que no habría parecido fuera de lugar en la época soviética".

### Protestas de 2011
En 2011 tuvo lugar una serie de protestas influenciadas por la Primavera Árabe. Como resultado de estas protestas, el 29 de julio el gobierno prohibió las reuniones y reuniones.

### Protestas de 2012
El 25 de marzo de 2012, varios miles de personas participaron en una manifestación contra el gobierno en Bielorrusia en el aniversario de la breve independencia de República Popular Bielorrusa de Rusia en 1918-1919. La televisión estatal bielorrusa informó que había 200 manifestantes en Minsk.

### Protestas de 2017
Aproximadamente 2.500 manifestantes llenaron las calles de la capital de Bielorrusia, Minsk, el 17 de febrero para protestar contra una política que exigía que quienes trabajaban menos de 183 días al año pagaran 250 dólares estadounidenses por "impuestos perdidos" para ayudar financiar políticas de bienestar. (Esto se convierte en aproximadamente p.5 millones, el salario de medio mes). La ley ha demostrado ser impopular y ha sido objeto de burla en público como la "ley contra los parásitos sociales". El 19 de febrero, otros 2.000 se manifestaron en la segunda ciudad de Gómel. Ambas reuniones fueron pacíficas y no fueron interrumpidas por la policía. Se llevaron a cabo manifestaciones más pequeñas en otras ciudades.
El 25 de marzo, el líder de la oposición Vladimir Nekliayev, que iba a hablar en la protesta principal, también fue presuntamente detenido en la frontera por la mañana cuando se dirigía a Minsk.
El gobierno defendió las detenciones masivas y las palizas contra los ciudadanos alegando que la policía había encontrado "bombas de gasolina y coches cargados de armas" cerca de una protesta en Minsk.

### Elecciones presidenciales de 2020 y protestas
En junio de 2020, una menor aprobación de Lukashenko en medio de su manejo de la pandemia de enfermedad por coronavirus provocó protestas callejeras y el bloguero Serguéi Tijanovski etiquetó a Lukashenko como una cucaracha como en el poema infantil "La cucaracha" de Kornéi Chukovski, con la zapatilla que significa estampar la cucaracha. Muchos candidatos de la oposición se inscribieron para las próximas elecciones como resultado del movimiento, pero muchos de los candidatos fueron arrestados.
Estallaron protestas masivas en Bielorrusia después de las elecciones presidenciales bielorrusas de 2020, que se vieron empañadas por acusaciones de fraude electoral generalizado. Posteriormente, la candidata presidencial de la oposición Svetlana Tijanóvskaya afirmó que había ganado las elecciones presidenciales con entre el 60 y el 70% de los votos y formó el Consejo de Coordinación para facilitar la transferencia pacífica y ordenada del poder en Bielorrusia.

## Apoyo internacional
Los siguientes gobiernos han brindado apoyo diplomático al movimiento democrático bielorruso: República Checa, Estonia, Letonia, Lituania y Polonia.